# Teodor Jacobita
Teodor Jacobita (Theodorus,  Θεόδωρος) fou un dignatari de l'església jacobita. Fou patriarca dels jacobites i va morir el 665. Un bisbe jacobita d'Irta, que exercia vers el 551, portava també aquest mateix nom.